# 1909 az irodalomban
Az 1909. év az irodalomban.

## Események
- Filippo Tommaso Marinetti olasz költő, író a párizsi Le Figaro című lapban közzéteszi Futurista kiáltványát (Manifeste du futurisme), mely később olaszul is megjelenik (Manifesto del futurismo).

## Megjelent új művek

### Próza
- Guillaume Apollinaire (próza) kötete L'Enchanteur pourrissant (A rothadó varázsló)
- Pío Baroja spanyol író regénye: La ciudad de la niebla (A köd városa)
- André Gide regénye: La Porte étroite (A mennyország kapuja)
- Jean Giraudoux francia szerző első megjelent regénye: Provinciales
- Jack London regénye könyv alakban: Martin Eden
- Thomas Mann második regénye: Királyi fenség (Königliche Hoheit)
- Lucy Maud Montgomery kanadai írónő: Anne of Avonlea (Anne az élet iskolájában)
- Władysław Reymont Parasztok (Chłopi) című regénysorozatának befejező kötete
- Gertrude Stein elbeszéléskötete: Three Lives (Három élet)
- H. G. Wells:
  - Ann Veronica
  - Tono-Bungay
- P. G. Wodehouse: Mike (magyar címe: Mike és Psmith)

### Költészet
- Octavian Goga román költő, politikus verseskötete: Ne cheamă pământul (Hív a földünk)
- François Mauriac első megjelent könyve: Les Mains jointes (Imára kulcsolt kéz), verseskötet
- Ezra Pound amerikai költő az év folyamán két verseskötetet jelentet meg:
  - Personae (Személyek)
  - Exultations (Mámorok)

### Dráma
- John Galsworthy: Strife (Tűz és víz), dráma három felvonásban (bemutató)
- Else Lasker-Schüler német költő: Die Wupper, expresszionista dráma öt felvonásban (megjelenés; bemutató 1919-ben)
- George Bernard Shaw egyfelvonásos darabja: The Shewing-Up of Blanco Posnet (Blanco Posnet árultatása)

### Magyar irodalom
- Ady Endre verseskötete: Szeretném, ha szeretnének
- Babits Mihály 1902–1908 között írt verseinek kötete: Levelek Irisz koszorújából
- Molnár Ferenc színműve: Liliom (bemutatója és hideg fogadtatása a Vígszínházban)

## Születések
- február 1. – Képes Géza magyar költő, műfordító, a Magvető Könyvkiadó egyik alapítója és igazgatója  († 1989)
- május 5. – Radnóti Miklós magyar költő, műfordító, a modern magyar líra kiemelkedő alakja († 1944)
- június 19. – Dazai Oszamu japán prózaíró, a 20. századi japán irodalom egyik legnagyobb hatású elbeszélője († 1948)
- július 12. – Constantin Noica román filozófus, író, költő († 1987)
- július 24. – Károlyi Amy magyar költő, műfordító († 2003)
- augusztus 19. – Jerzy Andrzejewski lengyel író († 1983)
- augusztus 31. – Fejtő Ferenc francia-magyar történész, író, kritikus, publicista († 2008)
- november 26. – Eugène Ionesco francia író, drámaíró, az abszurd dráma egyik megteremtője († 1994)

## Halálozások
- április 10. – Algernon Charles Swinburne angol költő (* 1837)
- május 18. – George Meredith angol költő, regényíró (* 1828)
- szeptember 26. – Thaly Kálmán magyar költő, író (* 1839)
- november 9. – Gyulai Pál magyar irodalomtörténész, költő, író, kritikus (* 1826)